# Jhon Durán
Jhon Jader Durán Palacios (Zaragoza, 13 de dezembro de 2003) é um futebolista colombiano que atua como centroavante. Atualmente, é jogador do Fenerbahçe, emprestado pelo Al-Nassr, e da Seleção Colombiana de Futebol.

## Carreira

### Envigado
Durán fez sua estreia profissional pelo Envigado em 13 de fevereiro de 2019 contra o Jaguares de Córdoba na Copa Colômbia, tendo jogado pelo clube nas categorias de base desde os 11 anos. Durán marcou seu primeiro gol em 1º de setembro, em sua terceira partida pelo clube, contra o Águilas Doradas Rionegro. Isso fez de Durán o segundo artilheiro mais jovem da Categoría Primera A, aos 15 anos e 8 meses.
Em outubro de 2020, Durán foi incluído na lista do The Guardian dos “60 melhores jovens talentos do futebol mundial”.

### Chicago Fire
Em 11 de janeiro de 2021, o Chicago Fire anunciou um acordo para contratar Durán do Envigado em um acordo inicial de três anos, com opções em vigor por mais dois anos. O contrato começaria em 1º de janeiro de 2022. A taxa de transferência foi relatada em £1,5 milhão. A assinatura foi sancionada pelo diretor técnico do Chicago Fire, Sebastian Pelzer, que viu Durán, de 17 anos, enquanto observava outro jogador em seu antigo clube.
Durán fez sua estreia no Chicago Fire em 26 de fevereiro de 2022 contra o Inter Miami. Ele marcou seu primeiro gol pelo clube em 14 de maio de 2022 contra o FC Cincinnati.

### Aston Villa
Em 16 de janeiro de 2023, o clube da Premier League Aston Villa anunciou um acordo para contratar Durán: sujeito a condições médicas, pessoais e um visto de trabalho. Durán deixou o acampamento colombiano para o Campeonato Sul-Americano de Futebol Sub-20 de 2023 para voar para a Inglaterra para concluir a transferência, que foi oficializada em 23 de janeiro. A taxa de transferência foi relatada como sendo de £14,75 milhões iniciais, com o potencial de mais £3 milhões em complementos.
Em 4 de fevereiro de 2023, Durán fez sua estreia na Premier League como substituto de Leon Bailey na derrota por 4-2 para o Leicester City.
Em 20 de agosto de 2023, Durán marcou seu primeiro gol no Aston Villa como substituto na vitória por 4-0 contra o Everton. Em 31 de agosto, Durán marcou seu primeiro gol em uma competição europeia na vitória por 3 a 0 na UEFA Europa Conference League sobre o clube escocês Hibernian. Em setembro de 2023, Durán marcou um meio-voleio de peito em um jogo da Premier League contra o Crystal Palace, que foi premiado como o Gol da Temporada do Aston Villa na cerimônia de premiação do final da temporada do clube. Em 13 de maio de 2024, ele marcou sua primeira dobradinha no clube, marcando gols no final do empate por 3 a 3 contra o Liverpool após um déficit de dois gols, mantendo a busca de seu clube por uma vaga na Liga dos Campeões da UEFA.
Embora tenha sido vinculado a transferências para o West Ham United e o Chelsea, Durán não foi incluído no elenco de pré-temporada do Aston Villa. Ele causou polêmica ao imitar o gesto de "martelos" do West Ham em uma transmissão ao vivo. No entanto, em 17 de agosto de 2024, Durán marcou o gol da vitória em uma vitória por 2 a 1 sobre o West Ham, tendo começado como substituto, comemorando ao restabelecer seu compromisso com o Villa. Ele então marcou gols consecutivos da vitória como substituto contra o Leicester City e o Everton, com o último sendo um chute de longa distância amplamente elogiado. Em 2 de outubro de 2024, ele marcou seu primeiro gol na Liga dos Campeões da UEFA, garantindo uma vitória por 1 a 0 contra o Bayern de Munique ao chutar de longe para o gol de Manuel Neuer. Cinco dias depois, Durán assinou um novo contrato com o Aston Villa até 2030. No mesmo dia, seu gol contra o Everton foi nomeado Gol do Mês da BBC em setembro. Em 11 de outubro, Jhon Durán foi nomeado jogador do mês do Aston Villa em setembro, e seu gol contra o Everton também recebeu o prêmio oficial de Gol do Mês da Premier League daquele mês.

### Al-Nassr
Em 29 de janeiro de 2025, Jhon Durán aceitou a proposta do clube árabe Al-Nassr, que irá pagar 77 milhões de euros (cerca de R$473 milhões, conforme a cotação atual) pela transferência aos Villans, além de bônus por metas ao atleta.

### Fenerbahçe
Em 6 de julho de 2025, menos de seis meses após ser contratado pelo clube árabe, o atacante Jhon Durán foi anunciado pelo Fenerbahçe, que acertou a sua chegada por empréstimo junto aos sauditas. O empréstimo de Durán é válido por uma temporada.

## Carreira internacional
Durán fez sua estreia internacional sênior pela Colômbia contra a Guatemala em 24 de setembro de 2022, substituindo Radamel Falcao no intervalo. Em 28 de março de 2023, ele marcou seu primeiro gol internacional contra o Japão, em sua primeira aparição completa pela seleção colombiana.